# ألفرد هينريتش
ألفرد هينريتش (بالألمانية: Alfred Heinrich)‏ هو مجدف نمساوي، (ولد في فيينا في النمسا 1880  م).

## وصلات خارجية
- ألفرد هينريتش على موقع الاتحاد الدولي للتجديف (الإنجليزية)
- ألفرد هينريتش على موقع اللجنة الأولمبية الدولية (الإنجليزية)
- ألفرد هينريتش على موقع أوليمبيديا (الإنجليزية)